# 磨屋町 (高松市)
磨屋町（とぎやまち）は、香川県高松市中心部の町丁。郵便番号は760-0026。住居表示に関する法律に基づく住居表示は実施されていない。

## 地理
高松市役所より0.3km、高松市中心部の都心に位置し、市道塩屋町錦町線を挟んだ北側と南側を町域とする東西に長い両側町である。当町の中央を分断する形で中央通りが貫通しており、付近は四国地方における企業の拠点が集積し域内有数の中心業務地区を形成している。そのため2006年以降当町にある公示地価標準地は商業地・住宅地を含めて香川県内最高値を付けている（2005年までは隣接する古新町にあった東明ビルが建つ土地が標準地であったが、同ビルの建て替えに伴い削除され、新たに当町に位置するあなぶきセントラルビルが建つ土地が標準地となった）。
2015年国勢調査による人口は123人（男70人/女53人）、世帯数は73世帯、面積は2万5614.77m2、人口密度は4801.9人/km2。公立小学校・中学校の校区は全域が新番丁小学校・紫雲中学校に属している。
町内における都市計画法に基づく用途地域は全域が商業地域で、容積率は中央通りを挟んだ東西の街区が600%、それ以東が500%、以西が400%である。

## 歴史
もとは高松城内の内磨屋町に対して当町は外磨屋町と呼ばれていた。古くからあったとみられる職人町の1つで、職業別集住制に基づいて刀研ぎ職人が住んだことが町名の由来である。
寛永17年（1640年頃）の高松城下絵図では内外双方とも単に「ときや町」とされ、さらに当町の一部には「比丘尼町」という別の町が存在したが、幕末期に当町に包括されている。町内には南亀井町の新井戸や東瓦町の大井戸とともに高松城下の上水道源となった今井戸がある。大井戸と違ってこの今井戸はその後埋め立てられているが、藤森神社がその名残を残している。この藤森神社の東隣には香川漆器の基礎を築いた玉楮象谷の生家があった。
1890年（明治23年）2月15日にはそれまで城下町各町の集合体であった高松の区域を以って市制を施行して高松市が成立し、外磨屋町はその一部となった。1897年（明治30年）頃の当町には12業種もの多様な商人や職人が営業し、その中でも古道具商は高松市内で最大軒数の11軒が営業していた。政界において自由民主党結党による保守合同を成し遂げた三木武吉は当町の出身である。昭和初期には当町の中央部に記念道路（現・中央通り）が南進し、町を東西に分断する形になった。
1945年（昭和20年）7月4日未明にはアメリカ軍による無差別絨毯爆撃「高松空襲」を受け、焼失率100%で町内全てが灰燼に帰した。空襲で壊滅的な被害を受けた高松市中心部では大部分で土地区画整理事業（戦災復興土地区画整理事業）が施行され、外磨屋町も全域が第一工区第一次区域として区画整理の対象となった。この区画整理事業の完工となる換地処分公告は1958年（昭和33年）7月10日である。その翌日7月11日の地番整理を以って町域が変わり、外磨屋町は大部分が磨屋町に置き換えられ、一部が古新町、紺屋町及び丸亀町へ編入され、同時に一番丁の一部を当町に編入した。

## 主要施設
掲載順は地番の順序による
- 金倉歯科
- あなぶきセントラルビル
  - クリエアナブキ本社
- マニュライフプレイス高松
- 香川証券本店
- 香川県建設会館
- PL高松西教会
- あなぶき研屋町ビル（旧富士火災高松ビル）
- ファミリーマート高松磨屋町店
- 丸亀町町営北駐車場
- 藤森神社